# Melay, Haute-Marne
Melay är en kommun i departementet Haute-Marne i regionen Grand Est (tidigare regionen Champagne-Ardenne) i nordöstra Frankrike. Kommunen ligger i kantonen Bourbonne-les-Bains som tillhör arrondissementet Langres. År 2022 hade Melay 243 invånare.

## Befolkningsutveckling
Antalet invånare i kommunen Melay
| Referens: INSEE |